# Raymondcia mcginitiei
Raymondcia mcginitiei är en mossdjursart som beskrevs av Soule, Soule och Chaney 1995. Raymondcia mcginitiei ingår i släktet Raymondcia och familjen Smittinidae. Inga underarter finns listade i Catalogue of Life.